# Máriássy család
Márkusfalvi Máriássy család történelmi magyar nemesi család.

## Története
Egyike a legkorábbról eredeztethető felső-magyarországi nemesi családoknak. A családi legenda szerint a honfoglaló hétvezér közül való Lehel csapatából származnak. A fennmaradt oklevelek szerint a családnak első ismert tagja II. András király korában élt. Márk nevű főispán fia Comes Botyz (Batiz főispán) IV. Béla király és fia István főherceg (utóbb V. István) alatt a csehek ellen harcolt. Amikor nagy zavar miatt a főherczeg hollétéről nem tudtak, Batiz, aki valószínűleg a főherceg oldalán maradt, elsőként vitte meg a hírt a királynak, hogy fia életben van. Batiz érdemeiért IV. Béla király neki és utódainak a Tartol hegy tövében elnyúlt Csetenye nevű erdőséget különös kiváltságokkal királyi adományban ajándékozta. 1275-ben Botyz azon vitéz tettéért, mely szerint Szepes várát a pártütő Rolándtól hadi ostrom folytán, mely során veszélyes sebet is kapott, visszaszerezte, IV. László király Zaloug és Mathaei helységeket (villas) kapta adományba. 1279-ben Botiz testvéreivel együtt a IV. Béla királytól adományban nyert Csetenye helységet benépesítette.
Máriássy István szepesi kapitány sírköve volt az első, amely a márkusfalvi vártemplom főhajójában 1516-ból fennmaradt.

## Birtokaik
Legkorábbi birtokaik Szepes és Gömör vármegyében adatolhatóak. Gömörben Berzéte, Szepes vármegyében elsősorban a markus- és batizfalvi uradalmak, további birtokaik Sáros, Borsod, Heves, Nógrád és Pest vármegyében feküdtek. Abaúj vármegyében Göncruszkán "városi villájuk" volt.

## Neves családtagjaik
- Máriássy István szepesi kapitány
- Máriássy Ferenc a Rákóczi szabadságharc ezredese
- báró Máriássy Ádám (?-1739) táborszernagy
- Máriássy Sándor (1689-1755) teológiai doktor, egri kanonok, szepesi nagyprépost
- Máriássy István (1753-1830) királyi tanácsos, alispán
- Máriássy Gábor (1807-1871) római katolikus főpap, fölszentelt címzetes paleopoliszi püspök
- Máriássy János (1822-1905) honvédezredes, a magyar királyi honvédség altábornagya
- Máriássy Béla (1824-1897) birtokos, publicista, országgyűlési képviselő
- Máriássy István (1830-1901) 48-as főhadnagy, Bars megye alispánja, 1892-től Léva város polgármestere
- Máriássy Lajos (1888-1953) magyar labdarúgó, edző, sportvezető, a magyar labdarúgó-válogatott szövetségi kapitánya
- Máriássy Félix (1919-1975) Kossuth-díjas magyar filmrendező, főiskolai tanár, vágó, forgatókönyvíró
- Máriássy Judit (1924-1986) József Attila-díjas magyar forgatókönyvíró, újságíró, Félix felesége